# 白鳥塚古墳 (宝塚市)
白鳥塚古墳（はくちょうづかこふん）または中山寺古墳（なかやまでらこふん）は、兵庫県宝塚市中山寺にある古墳。兵庫県指定史跡に指定されている（指定名称は「中山寺古墳」）。

## 概要
兵庫県東部、長尾山丘陵の南麓に築造された古墳である。現在は中山寺境内に所在する。墳丘は大きく改変を受けているほか、石室実測調査が実施されているが発掘調査は実施されていない。
墳丘の元の形状は改変のため明らかでない（一説に一辺約25メートル以上の方墳）。埋葬施設は両袖式の横穴式石室で、南東方向に開口する。石室現存長16.2メートルを測る大型石室で、石材には花崗岩の巨石を使用する。石室の玄室内には加古川流域産の竜山石製の刳抜式家形石棺を据える。副葬品は詳らかでない。
築造時期は、古墳時代後期-終末期の6世紀末-7世紀初頭（TK209型式期）頃と推定される。長尾山丘陵では丘陵東半部で群集墳の営造が知られるが、本古墳はそれらとはやや離れた位置に築造される。本古墳の石室は長尾山丘陵では最大規模で大和の大型石室にも匹敵する規模であり、石室の構造も長尾山丘陵の石室よりは大和の石室に共通性が認められる点で特色を示す。特異な八角墳として知られる中山荘園古墳（宝塚市中山荘園）と合わせて、西摂平野に勢力を有した大豪族の存在を示唆する点で重要視される古墳になる。なお被葬者は明らかでないが、中山寺の寺伝では第14代仲哀天皇の先皇后の大中姫とする。
古墳域は1960年（昭和35年）に兵庫県指定史跡に指定されている。

## 遺跡歴
- 江戸時代の『摂津名所図会』に「白鳥窟 俗に石唐櫃と云う。忍熊王廟なり」の記載[2]。
- 1887年（明治20年）、ウィリアム・ゴーランドによる調査[2]。
- 1960年（昭和35年）3月31日、兵庫県指定史跡に指定[5]。
- 2015年度（平成27年度）、石室の三次元計測（ゴーランド・コレクション調査プロジェクト、2017年に報告）[2]。

## 埋葬施設

石室俯瞰図

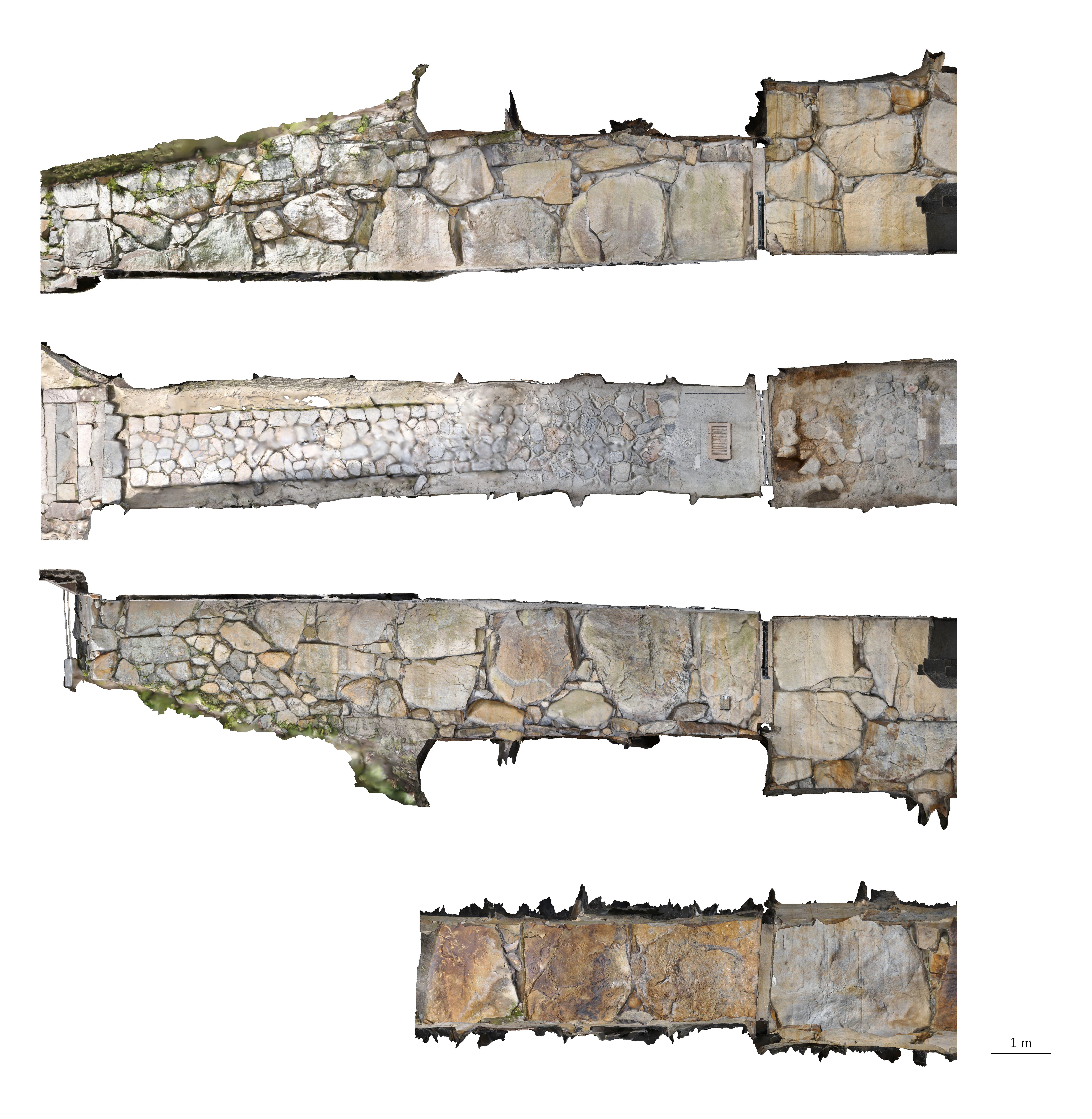
石室展開図

埋葬施設としては両袖式横穴式石室が構築されており、南東方向に開口する。石室の規模は次の通り。
- 石室全長：現存16.2メートル
- 玄室：長さ5.5メートル、幅2.4メートル（中央付近）、高さ2.9メートル（奥壁付近）
- 羨道：長さ10.6メートル、幅1.8メートル（玄門付近）、高さ2.0メートル（玄門付近）

石室の石材には主に花崗岩の巨石が使用され、一部に結晶質凝灰岩が用いられる。玄室の奥壁は3段積みで、側壁は2-3段積み。玄室の天井石は2枚。後世の改変として、玄門に石枠・鉄扉が設置されているほか、羨道の開口部には小型石材が追加され、玄室・羨道の床面に敷石やその境に段が付加されている。
石室の玄室内の中央北寄りには加古川流域産の竜山石製の刳抜式家形石棺1基を据える。石棺の規模は次の通り。
- 棺身：長さ1.80メートル、幅1.06メートル、高さ0.66メートル
- 蓋石：長さ1.90メートル、幅1.16メートル、高さ0.49メートル

棺身は原位置を保つ可能性が高いとされる。蓋石には前後1対・左右2対の縄掛突起計6個を付す。蓋石の上部平坦面指数（上部平坦面幅の全体幅に対する割合）は43。

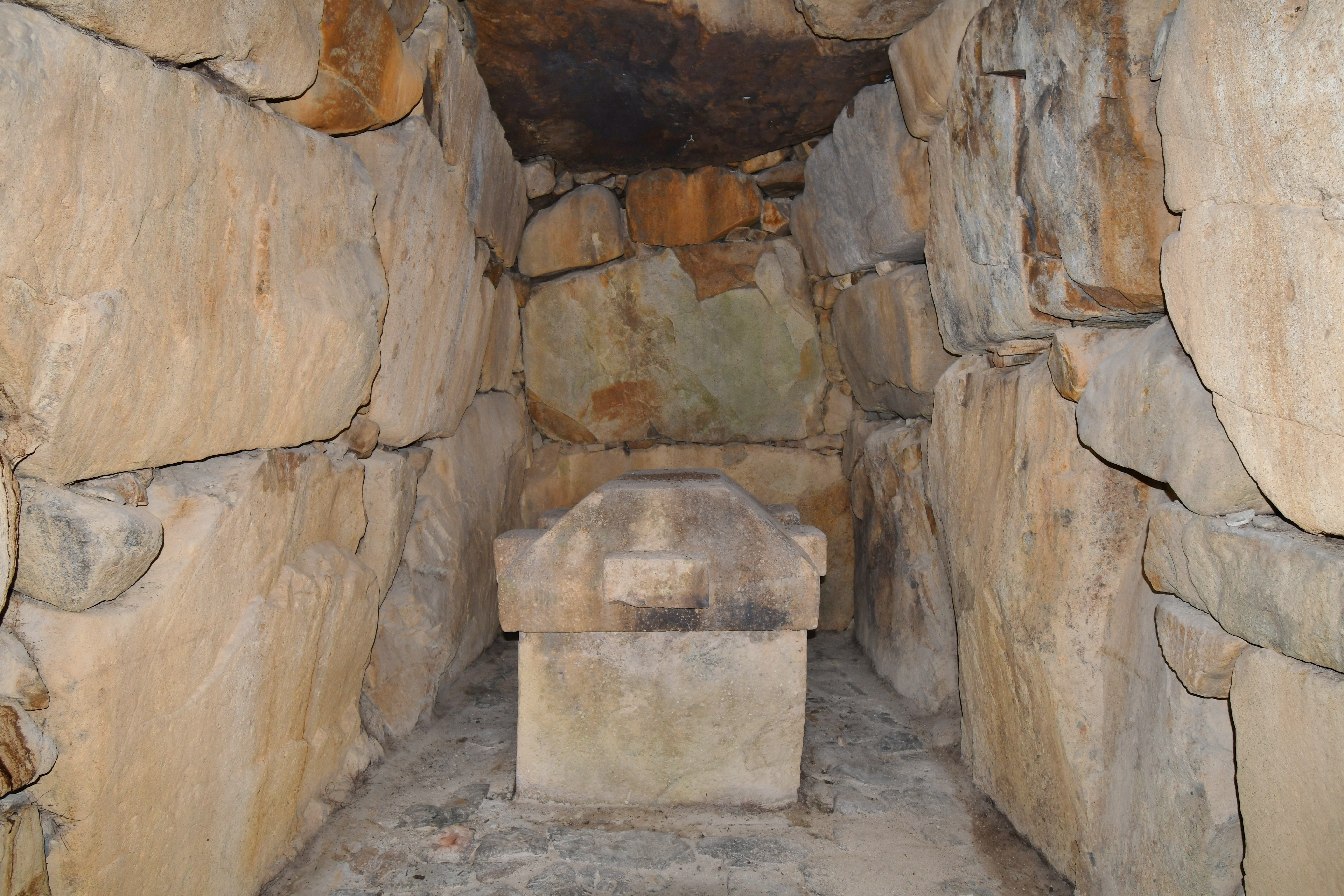
玄室（奥壁方向）
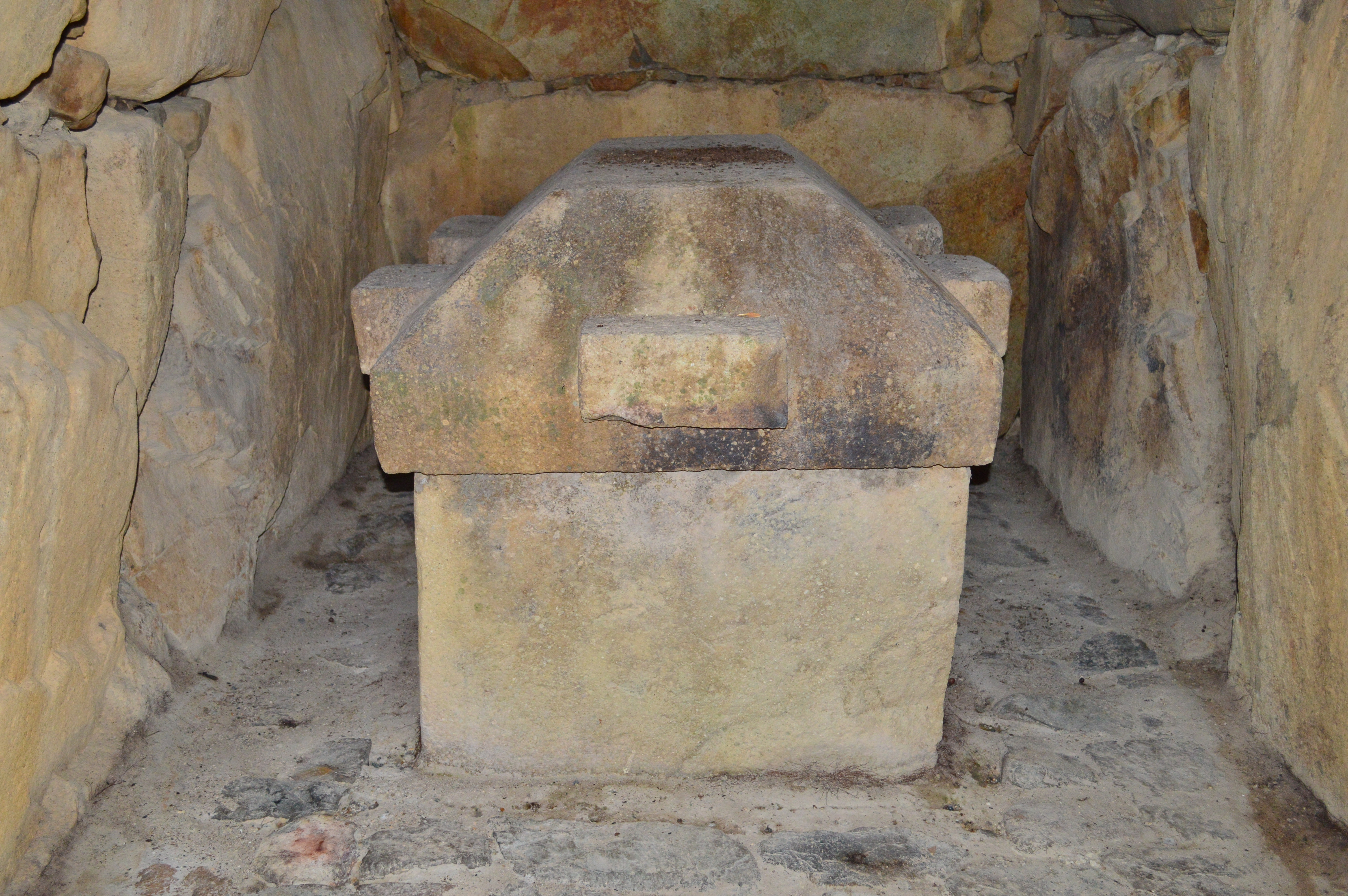
玄室の家形石棺
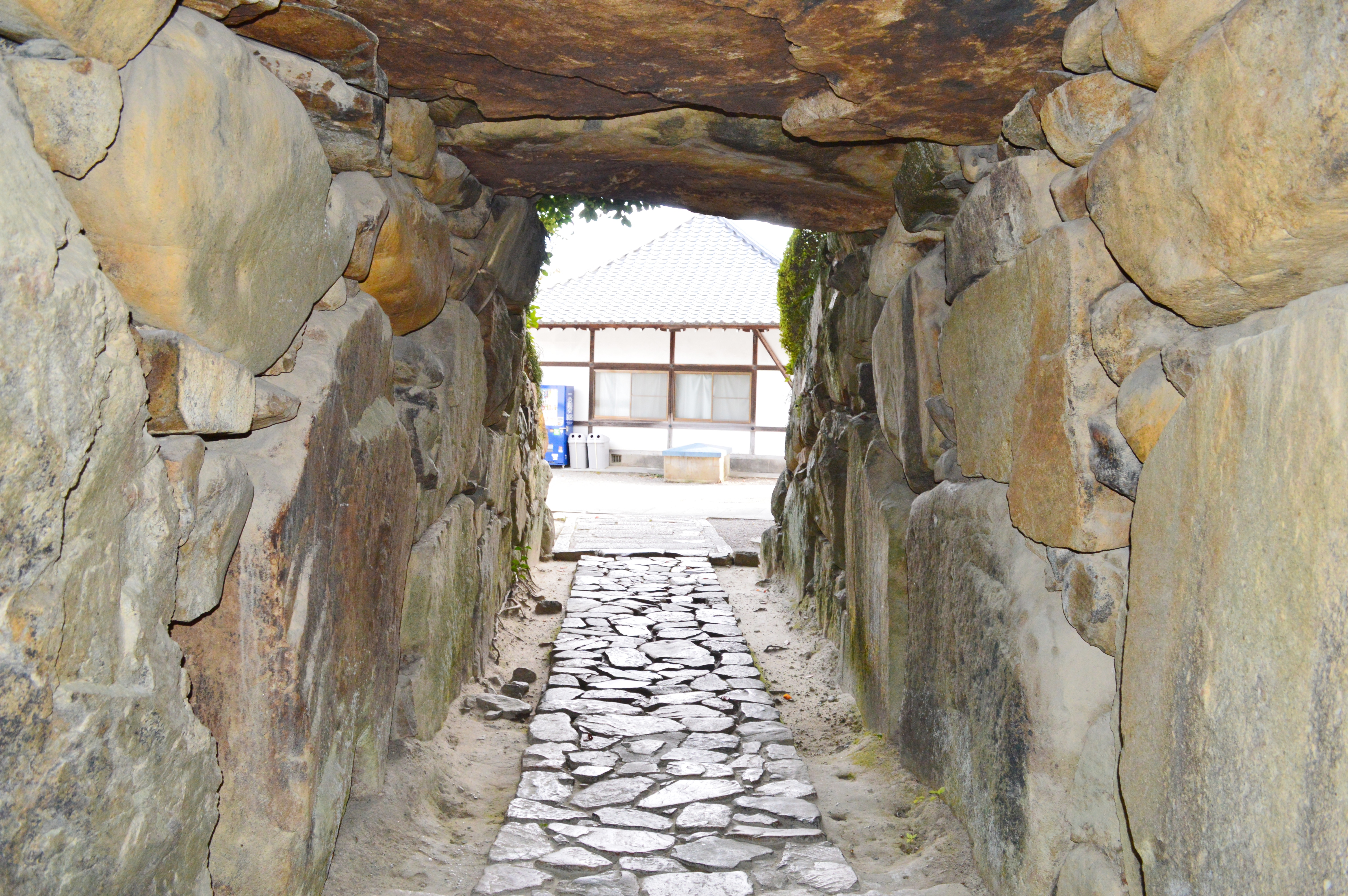
羨道（開口部方向）
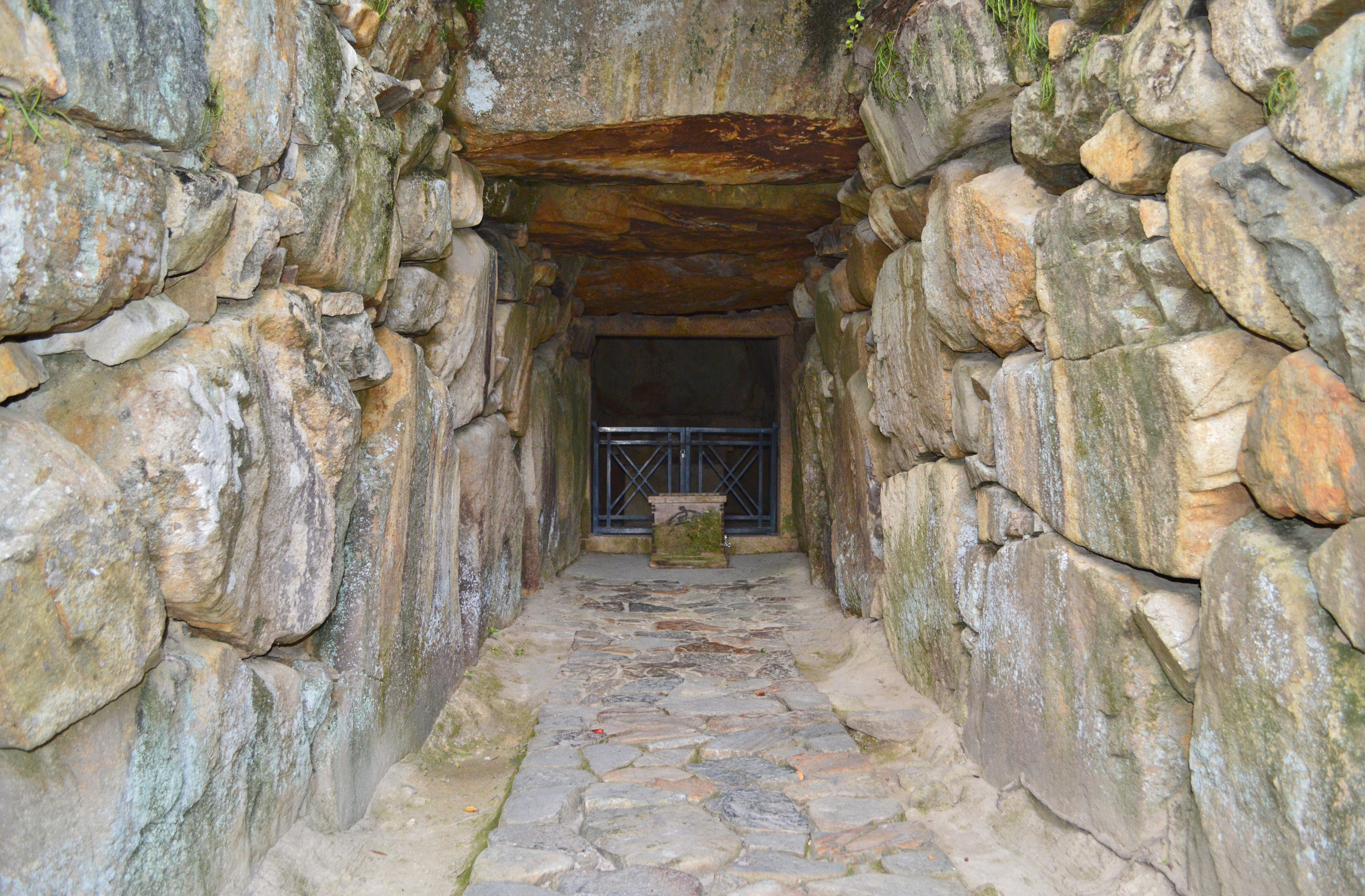
羨道（玄室方向）

## 文化財

### 兵庫県指定文化財
- 史跡
  - 中山寺古墳 -  1960年（昭和35年）3月31日指定[5]。

## 関連文献
（記事執筆に使用していない関連文献）
- 直宮憲一「中山寺白鳥塚古墳について」『中山寺の歴史と文化財』大本山中山寺、1999年。